# Amastigia kirkpatricki
Amastigia kirkpatricki is een mosdiertjessoort uit de familie van de Candidae. De wetenschappelijke naam van de soort is voor het eerst geldig gepubliceerd in 1923 door M. S. Levinsen.